# Toonami (Sudeste asiático)
Toonami fue un canal de televisión por suscripción asiático que transmitía series animadas de acción, lanzado en 2012, propiedad y operado por Turner Broadcasting System Asia-Pacific. Concretamente estaba disponible solo para los países del sureste asiático como Indonesia, Tailandia, Filipinas, Taiwán, entre otros.
Fue lanzado el 1 de diciembre de 2012 en conjunto con Cartoonito.
Antiguamente este canal era un bloque que transmitía series de anime en Cartoon Network Sudeste asiático. 
Cerró sus transmisiones el día 31 de marzo de 2018.